# Solanum rufistellatum
Solanum rufistellatum là loài thực vật có hoa trong họ Cà. Loài này được Steyerm. miêu tả khoa học đầu tiên năm 1966.